# In Your Honor
In Your Honor ist das fünfte Studioalbum der Foo Fighters und sollte laut Dave Grohl das definitive unverzichtbare Album der Band werden. Es erschien als Doppel-Album am 14. Juni 2005. Auf der ersten CD sind die Foo Fighters in altbekannt-rockigem Sound zu hören, auf der zweiten CD erklingen sie erstmals mit überwiegend akustischen Arrangements.
Auf der zweiten CD sind auch zahlreiche Gastmusiker vertreten, unter anderem Norah Jones, Led Zeppelins John Paul Jones und Josh Homme von den Queens of the Stone Age. Die Beteiligung von John Paul Jones nennt Grohl „the second greatest thing to happen to me in my life“.

## Titellisten

### CD 1
1. In Your Honor – 3:50
2. No Way Back – 3:17
3. Best of You – 4:16
4. DOA – 4:12
5. Hell – 1:57
6. The Last Song – 3:19
7. Free Me – 4:39
8. Resolve – 4:49
9. The Deepest Blues Are Black – 3:58
10. End Over End – 4:01
11. The Sign (nur auf der UK-Version; ursprünglich eine B-Seite)

### CD 2
1. Still – 5:13
2. What If I Do? – 5:02
3. Miracle – 3:29
4. Another Round – 4:25
5. Friend of a Friend – 3:13
6. Over and Out – 5:16
7. On the Mend – 4:31
8. Virginia Moon – 3:49
9. Cold Day in the Sun – 3:20
10. Razor – 4:53

## Produktion
- Produziert von Nick Raskulinecz und Foo Fighters
- Zusätzliche Aufnahmen in den the Hook Studios und Conway Studios, Los Angeles
- Mastering von Rob Ludwig in den Gatway Mastering Studios, Portland, Maine.
- Artwork von Kevin Reagan, Bret Healey und Robin C. Hendrickson
- Fotos von Dan Winters und Danny Clinch

## Kommerzieller Erfolg

### Chartplatzierungen
| ChartsChartplatzierungen       | Höchstplatzierung | Wochen |
| ------------------------------ | ----------------- | ------ |
| Deutschland (GfK)              | 4 (17 Wo.)        | 17     |
| Österreich (Ö3)                | 5 (20 Wo.)        | 20     |
| Schweiz (IFPI)                 | 7 (14 Wo.)        | 14     |
| Vereinigte Staaten (Billboard) | 2 (37 Wo.)        | 37     |
| Vereinigtes Königreich (OCC)   | 2 (45 Wo.)        | 45     |

| ChartsJahrescharts (2005)      | Platzierung |
| ------------------------------ | ----------- |
| Deutschland (GfK)              | 62          |
| Österreich (Ö3)                | 42          |
| Schweiz (IFPI)                 | 99          |
| Vereinigte Staaten (Billboard) | 54          |
| Vereinigtes Königreich (OCC)   | 27          |

### Auszeichnungen für Musikverkäufe
| Land/Region                  | Auszeichnungen für Musikverkäufe (Land/Region, Auszeichnung, Verkäufe) | Verkäufe  |
| ---------------------------- | ---------------------------------------------------------------------- | --------- |
| Australien (ARIA)            | 3× Platin                                                              | 210.000   |
| Brasilien (PMB)              | Gold                                                                   | 50.000    |
| Deutschland (BVMI)           | Gold                                                                   | 100.000   |
| Finnland (IFPI)              | —                                                                      | 12.301    |
| Irland (IRMA)                | 2× Platin                                                              | 30.000    |
| Japan (RIAJ)                 | Gold                                                                   | 100.000   |
| Kanada (MC)                  | 3× Platin                                                              | 300.000   |
| Neuseeland (RMNZ)            | 4× Platin                                                              | 60.000    |
| Norwegen (IFPI)              | Gold                                                                   | 15.000    |
| Österreich (IFPI)            | Gold                                                                   | 15.000    |
| Schweden (IFPI)              | Gold                                                                   | 30.000    |
| Schweiz (IFPI)               | Gold                                                                   | 15.000    |
| Vereinigte Staaten (RIAA)    | Platin                                                                 | 1.442.000 |
| Vereinigtes Königreich (BPI) | 2× Platin                                                              | 812.000   |
| Insgesamt                    | 7× Gold · 15× Platin ·                                                 | 3.191.301 |

Hauptartikel: Foo Fighters/Auszeichnungen für Musikverkäufe

## Sonstiges
- Das Lied Friend of a Friend handelt von den Nirvana-Mitgliedern Kurt Cobain und Krist Novoselic.
- Das Album kursierte bereits im Mai 2005 im Internet.
- Bei Cold Day In The Sun ist erstmals Schlagzeuger Taylor Hawkins als Sänger zu hören.